# Victor Aaron
Victor Aaron (11 de septiembre de 1956-4 de septiembre de 1996) fue un actor nativo estadounidense de la tribu yaqui. Fue la voz de John Redcorn en King of the Hill, la cual fue reemplazada por Jonathan Joss en la segunda temporada del programa debido a la muerte de Aaron. Murió en un accidente de auto en 1996, días antes de su cumpleaños número 40. El episodio en King of the Hill llamado "The order of the Straight Arrow" es dedicado en su memoria.

## Filmografía

### Cine
| Año  | Título                       | Personaje        |
| ---- | ---------------------------- | ---------------- |
| 1993 | Geronimo: An American Legend | Ulzana           |
| 1994 | Silent Fury                  |                  |
| 1996 | The Sunchaser                | Webster Skyhorse |
| 1996 | Bulletproof                  | Hombre hispano   |

### Televisión
| Año  | Título                                                    | Personaje       | Notas                           |
| ---- | --------------------------------------------------------- | --------------- | ------------------------------- |
| 1994 | Burke's Law                                               | Oscar           | "Who Killed Good Time Charlie?" |
| 1994 | A Perry Mason Mystery: The Case of The Grimacing Governor | John Sleepwater | Película de televisión          |
| 1996 | The Rockford Files: Godfather Knows Best                  | Mercer Pinetree | Película de televisión          |
| 1996 | Dr. Quinn, Medicine Woman                                 | Pawnee Elder    | "One Nation"                    |
| 1996 | Dead Man's Walk                                           | Gomez           | Miniserie, 2 Episodios          |
| 1996 | Crazy Horse                                               | Toca las nubes  | Película de televisión          |
| 1997 | King of the Hill                                          | John Redcorn    | Voz. 2 Episodios                |